# Aarhus School of Business and Social Sciences
Pour les articles homonymes, voir ASB.
Aarhus School of Business (ASB) est une école de commerce d'Aarhus (Danemark). Elle offre à la fois une formation de premier cycle et de deuxième cycle dans des domaines tels que le commerce, la gestion, l'économie.
Le 1er janvier 2007, il est annoncé que l'Aarhus School of Business et le département des sciences sociales de l'Université d'Aarhus allaient fusionner.

## Histoire
Le 15 septembre 2004, Aarhus School of Business célèbre son 65e anniversaire, ce qui en fait l'une des plus anciennes écoles d'Europe. Depuis sa création, l'école n'a cessé de croître. En 1968, ASB déménage du centre-ville d'Aarhus pour un nouveau campus.

## Classement
Bien que l'élaboration des classements soit discutable, il est à noter que l'Université d'Aarhus est présente dans le top 100 des quatre principaux classements des meilleures universités du monde. Dans le classement du Financial Times de 2010 des meilleures écoles de commerce européennes, ASB figure au rang 69.

## Accréditations
En 2001, l'accréditation EQUIS a été obtenu et de nouveau renouvelée en 2009 pour une période de 5 ans. Le processus d'accréditation AACSB est en cours et devrait aboutir en 2011.